# Dacus disjunctus
Dacus disjunctus är en tvåvingeart som först beskrevs av Mario Bezzi 1915.  Dacus disjunctus ingår i släktet Dacus och familjen borrflugor. Inga underarter finns listade i Catalogue of Life.